# سعفة الرأس
سعفة الرأس هو مرض يصيب بصيلات الشعر ولكن لا يؤدي إلى موتها ويظهر بشكل مفاجئ. وأحيانا يأتي بعد التعرض لوضع نفسي سيئ؛ كفقدان أحد الأقارب أو طلاق المرأة من زوجها وغيرها من العوامل النفسية المفاجئة. كثير من المصابين بمرض الثعلبة سواء كانوا رجالا أو نساء يعانون كثيرا من القلق والخوف والتوتر الناتج عن ذلك المرض، فتجدهم يهرعون إلى العيادات محاولين إيجاد حلٍّ لمشاكلهم. وهذا القلق الذي لا دواعي له يكون عائقا امام استجابة المريض للعلاج، وقد يكون سببا لتفاقم المشكلة لأنه أثبت علميا أن العامل النفسي هو أهم العوامل المساعدة لظهور المرض وانتشاره. على المريض أن يتقبل هذا المرض بنفسية عالية لأن نسبة الشفاء جيدة خصوصا إذا كانت المساحة المصابة صغيرة أو متوسطة.
```
يتميز المرض بوجود بقع خالية من الشعر بشكل كامل أو شبه كامل مع عدم أي تغير في سطح البشرة من تقشير كما لا توجد أي أعراض غير سقوط الشعر والذي غالبا ما يكون فجائيا خلال عدة أيام.
```

بالنسبة للعلاج، فيجب أولاً إعطاء المريض فكرة مبسطة عن المرض وأن احتمالية عودة الشعر للنمو تلقائياً وأحياناً بدون أدوية قد تحدث في عدد من أشكال المرض. أما في حالة الإصابة بالسعفة الكلية أو العامة أي عند فقدان كل شعر الرأس أو في حالات نادرة شعر الجسم كله، فيجب أن نتحدث للمريض بكل صدق وأمانة، لأن معظم تلك الحالات لا يستجيب للعلاج بشكل جيد وفي بعضها حتى لو تمت الاستجابة فإنه سرعان ما يفقد المريض ذلك الشعر الذي نما بعد التوقف عن استخدام العلاج، وبما أن بعض الأدوية إذا استخدمت لفترات طويلة قد تسبب أضرار جانبية يكون المريض في غنى عنها وبشكل عام ينصح المريض باستخدام باروكة مناسبة لشكله وطبيعة وجهه كآخر الخيارات المتاحة إذا ما قد حاول جميع الخيارات العلاجية الأخرى.

## التعريف
هي عدوى جلدية فطرية تتميز بالبقع أو اللطخات المستديرة الخالية من الشعر على فروة الرأس بتزايد حجمها بالتدريج، وهي أحد نوع لأمراض القوباء الحلقية (باللاتينية: Dermatophytosis) التي تسببها فطريات طفيلية وتظهر على شكل بقع على الجلد. هذه الأخيرة يمكن لها أن تتواجد في أي مكان في الجسم حيث تأخذ مسميات متنوعة تبعًا لمكان الإصابة.

## الأشكال السريرية
سعفة الرأس لها ثلاثة أشكال سريرية هي:
- سعفة الفروة وتسمى أيضاً السعفة الجازة Scalp Ringworm
- السعفة القرعية أو القرعة Tinea Favus
- الشهدة Kerion

## الفطور المسببة

### فطور خارج الشعرة

#### البويغاء
ومنها
- البويغاء الأودوينية[2] M.Audouinii وهي أليفة للإنسان
- البويغاء الكلبية M.Cunis أليفة الحيوان
- الجبسية M.Gypseum
- الصفراء M.Fulvum أليفة التربة
- الحديدية M.Ferrugineum

#### الشعروية
ومنها
- الذقنية وهي أليفة للإنسان والحيوان[2]
- الشعروية الحمراء وهي أليفة للإنسان
- الثؤلولية أليفة للحيوان

### فطور داخل الشعرة

#### الشعروية
- الشعروية الجازة [2]
- البنفسجية
- السودانية
- الشونلانية

## مرض سعفة الرأس في فلسطين وفي أوساط الجاليات اليهودية المحتلة
مرض سعفة الرأس هو أحد الأمراض الفطرية الشائعة لدى الأطفال اليهود في (فلسطين) وفي جميع أرجاء العالم منذ القرن التاسع عشر.
في بداية القرن العشرين، أجرى المركز الطبي ومستشفى هداسا القدس معالجة إشعاعيّة لمرضى سعفة الرأس المقيمين في القدس (اليشوب القديم- ويشير إلى المجتمع اليهودي الذي عاش في أرض فلسطين المحتلة في 1881, وهي بدء الهجرة الصهيونية)، وقد كاد ذلك أن يقضي على المرض نهائيّا.
بعد الهجرة الجماعيّة التي حدثت في سنوات الأربعين والخمسين، وجدت حالات مرضيّة جديدة في أوساط أولاد المهاجرين من آسيا وشمال أفريقيا، وذلك بسبب اكتظاظ السكن ونقص النظافة. ومثلما حدث في بداية القرن العشرين، تمت معالجة المرض بواسطة الإشعاع، تحت إشراف المركز الطبي ومستشفى هداسا (بروفسور دوسطروفسكي وبروفسور دروكمان).
ولكن بعد سنوات، أدّى ذلك العلاج إلى تفشي السرطان والأورام الحميدة (غير الخبيثة) على غشاء الدماغ لدى بعض الأشخاص المعالَجين. قامت بعض المجموعات البحثيّة في البلاد والخارج بمتابعة الأشخاص الذين تلقوا العلاج الإشعاعيّ في فترة طفولتهم، وذلك لفحص قابلية إصابتهم بالأورام السرطانيّة على أنواعها. وقد أشرف على البحث الإسرائيليّ بروفسور باروخ مودان، والذي نشر عام 1973 في المجلة العلميّة المرموقة «لانصيت» مقالا يؤكّد وجود علاقة سببيّة بين العلاج الإشعاعيّ لمرض سعفة الرأس وبين ظهور أورام في الرأس والرقبة.

### قانون التعويضات لمرضى سعفة الرأس
على ضوء النتائج التي توصّل إليها بروفسور مودان، سنّ في إسرائيل عام 1994 قانون التعويضات للمرضى الذي تضرّروا صحيّا بعد تلقيهم العلاج. وقد قدّم القانون التعويضات للمرضى ولأقربائهم من الدرجة الأولى الذي تلقوا العلاج الإشعاعيّ بين 1 كانون ثاني 1946 و 31 كانون أوّل 1960، والذين أصيبوا بعد ذلك بالأمراض المشار إليها في القانون. لكن القانون ألقى على عاتق المدّعين مسؤولية تقديم الإثباتات التي تشير على حقيقة تلقيهم للعلاج، ولهذا أثار انتقادا جماهيريّا.
هذا وقد تم إنتاج فيلم وثائقيّ بعنوان «أطفال سعفة الرأس» على يد مركز الإعلام ديمونة، وتم عرضه في العام 2003، حيث فاز بجائزة الفيلم الوثائقيّ الأفضل في مهرجان الأفلام الدوليّ في مدينة حيفا. هاجم الفيلم بشدّة النظام الطبيّ الإسرائيليّ خلال الخمسينات، ووصف تلك الفترة بـ«كارثة أطفال سعفة الرأس». قام الفيلم أيضا بمهاجمة قانون التعويضات والساسة الذين صادقوا عليه. ولكن في العام 2007، وبعد تفكير، أنكر مخرجا الفيلم آشير خمياس ودافيد بلحسان أيّ صلة بينهم وبين العبر المستخلصة من الفيلم (خلال المؤتمر الأكاديمي الذي أقيم في مدينة القدس في شهر نيسان 2007 حول مصابي مرض سعفة الرأس، صرّح دافيد بلحسان بما يلي: «لو كان بمقدوري، لمحوت هذا الفيلم»).
يعتبر العلاج الإشعاعيّ بنظر اليهود الشرقيين مثالا واضحا عن الظلم الذي مورس ضد القادمين الجدد في سنوات الخمسين، ويعتبر الناتج عن المعاملة السيئة مثالا عن الإهمال، التوجّه الأبويّ-السلطويّ أو انعدام المسؤولية من قبل السلطات الإسرائيليّة عند استقبالهم القادمين الجدد ودمجهم في المجتمع الإسرائيليّ.
الاتهامات العديدة بصدد قضيّة علاج مرض سعفة الرأس في إسرائيل نتجت عن معلومات ناقصة وواقع غير دقيق: لم يكن لدى الجالية اليهوديّة الشرقيّة والأوساط الطبيّة أي وعي حول عاملين هامين جدّا:
أ‌.	السياق العالمي الأوسع لخطّة الإسرائيلية لإبادة المرض – في تلك الفترة، كانت طريقة العلاج هذه مقبولة، إذ اعتبرت آمنة (مثل العلاجات الإشعاعيّة الأخرى). وقد تم تبنيها من قبل عدّة دول في جميع أرجاء العالم – ابتداء من سوريا ويوغوسلافيا حتى نيويورك وكاليفورنيا، البرتغال والسويد. في الواقع، كان العلاج الإشعاعيّ مفضّلا جدا خلال تلك الفترة، حيث اعتمد جزئيّا من قبل اليونيسيف.
ب‌.	السياق اليهوديّ الأوسع – تم من قبل تبني العلاج الإشعاعيّ الجماعيّ في العالم اليهوديّ، وذلك لمعالجة الأطفال اليهود الغربيين في أوروبا الشرقية بنطاق أوسع، وفي أوساط أطفال المهاجرين إلى الولايات المتّحدة.
لهذا، فإن الحملة التي استهدفت الأطفال اليهود الذين قدموا إلى إسرائيل من آسيا وشمال أفريقيا – قبل أو بعد وصولهم – كانت جزءا من ظاهرة عالميّة مؤسفة والتي لم يتم بعد اكتشاف نطاقها تماما.

### العلاج في أوساط يهود أوروبا الشرقيّة
بحث أجري في بداية القرن ال-21 يصف وقائع مرض سعفة الرأس بشكل مختلف جدا. نتج هذا البحث عن بحث آخر أجرته بروفسور شيفرا شفارتس والتي استخدمت عدّة مصادر إسرائيليّة وعالميّة وكشفت عن مواد قيّمة في أرشيفات مستشفى هداسا، أرشيفات الأمم المتّحدة وأرشيفات دول أخرى والتي تثبت بأنّ المعالجة الجماعيّة لمرض سعفة الرأس في إسرائيل اعتمد على العلاج الذي طوّر واستخدم قبل عشرات السنين: بين الأعوام 1921-1938، نظّمت حملة علاجيّة استهدفت أطفال يهود من أوروبا الشرقية حيث عولج 27,000 طفل بواسطة الإشعاع وبنفس الطريقة العلاجيّة، وقد كان مرض سعفة الرأس في ذلك الحين أحد أسباب الإقصاء والعزل في الولايات المتّحدة وفي دول أخرى. لهذا فإنّ الحملة التي استهدفت الأطفال الشرقيين اعتمدت على الحملة الأوروبيّة. كان منظّموها مقتنعين بأنّ الحملة الأوروبيّة نجحت في معالجة مرض سعفة الرأس، ولهذا أرادوا مساعدة أطفال شمال أفريقيا أيضا. ولأنّ غالبية الأطفال اليهود الذين تلقوا العلاج الإشعاعيّ في أوروبا الشرقيّة أبيدوا خلال المحرقة، لم يتم إيجاد طريقة لمعرفة عواقب العلاج.

### العلاج في أوساط يهود شمال أفريقيا
إحدى الشخصيات البارزة في تخطيط وتنظيم حملة القضاء على مرض سعفة الرأس في أوساط الجالية اليهوديّة في شمال أفريقيا كان البروفسور موشيه برايفيس (والذي أصبح فيما بعد رئيسا لجامعة بن غوريون والعميد المؤسّس لكلية الطب في جامعة بن غوريون). سافر برايفيس إلى شمال أفريقيا عام 1947، وبعد الاكتشافات التي توصّل إليها هناك، قام بتطوير خطّة شاملة للقضاء على الأمراض المعدية لدى الأشخاص الذين ينوون القدوم لإسرائيل. وقد سميت الخطّة بـ T.T.T، وذلك وفقا للأمراض الثلاثة التي ستتناولها الخطّة: سعفة الرأس (Tinea)، التراخوما أوّ الرمد الحبيبي والذي قد يؤدّي للعمى (Trachoma) والسلّ (Tuberculosis).
يُطرح السؤال حول عدد الأشخاص الذين كانوا يعانون من مشاكل صحيّة نتيجة لتلقيهم العلاج الإشعاعيّ لمرض سعفة الرأس خلال طفولتهم. توجد تقديرات مبالغ فيها (وردت مثلا في الفيلم الوثائقيّ سابق الذكر) والتي تشير إلى وجود أكثر من مئة ألف شخص ممن تضرّروا بسبب العلاج. وقد كانت لأطراف أخرى إدّعاءات أكثر خطورة: ففي عام 1999، أي بعد سنّ القانون، أقيمت جمعية قامت باستقطاب المرضى السابقين لضمان حصولهم على التعويضات، مدّعيَة بأن الأطفال الشرقيين الذين عولجوا بالإشعاع وصل إلى 200,000.... في الواقع، يمكن الحصول على تقديرات أدق بالاعتماد على معطيات إحصائيّة موثوقة، وذلك من السّجلّات التاريخيّة.
في كتاب ليارون تسور حول يهود المغرب بين الأعوام 1940-1954 - «الجالية الممزّقة»، تشير المعطيات الديمغرافية التي اكتشفها المؤلّف حول المجتمع اليهودي المغربيّ بأنّ العدد أعلاه كان أقلّ بكثير: يشير تعداد السكّان المغربيّ للعام 1947، وذلك بعد التعديلات، إلى وجود 240,000 يهوديّ في المغرب في تلك الفترة. يعتبر كتابه إصدارا شاملا، يحتوي على مواد أرشيفيّة، مراسلات تابعة لشخصيات مركزيّة، تقارير مبعوثي إسرائيل، قائمة مراجع فيّمة تشتمل على معلومات حول المناطق التي سكنها اليهود في المغرب، ومن ضمنها المناطق التي بعض العائلات اليهوديّة فقط بين سكانها. وتشير المعطيات إلى أنّه لغاية عام 1956، هاجر من المغرب 80,000 يهوديّ. لهذا، فإنّ العدد الأقصى للأطفال اليهود من بين المهاجرين في ضمن الفئة العمرية التي يهاجمها المرض لم يتعد 20,000-25,000. ان يفترض ان ليس جميع الأطفال ضمن الفئة العمرية هذه أصيبوا بمرض سعفة الرأس، يستنتج منطقيا من المعطيات الإحصائيّة بأنّ عدد الأطفال الذين عولجوا بالإشعاع لم يتعد 10,000-15,000.

### العلاج في أوساط مواطني إسرائيل العرب (عرب 48)
مرضى سعفة الرأس من الأطفال العرب في فلسطين، حيث قد كان الانتداب البريطاني سائدا حتى حرب 48 ما خلالها تأسيس دولة إسرائيل، عولجوا في عيادات ومستشفيات خاصة. في إطار الحملة لإبادة هذا المرض من قبل وزارة الصحة الإسرائيلية، تم تأسّس معهد طبّي في الناصرة في عام 1957، مهمّته رعاية مواطني إسرائيل العرب (عرب 48) مرضى سعفة الرأس في شمال البلاد. وذلك المعهد تم تشغيله لمدة ثلاث سنوات، ومثلما قد كان عن المعاهد الأخرى لمعالجة مرض سعفة الرأس، تم إيقاف ممارسته في عام 1960, وحيث عولج في تلك السنوات تقريبا 3,700 أطفال. فضلا عن بضع مئات أطفال من المدن العربيّة في مركز البلاد ومن القرى العربيّة في المثلث والنقب الذين عولجوا في معاهد المعالجة الأشعاعيّة لعيادات «صندوق المرضى كلاليت» وأيضا في عيادات خاصة.
ابتداء عام 1960, حين قام تطبيق العلاج بالدواء «غريسيوفولفين» ضد سعفة الرأس، وألذي للعلاج الاشعاعيّ لم يكن حاجة بعده، قد تم تطبيق هذا الدواء الجديد لجميع الأطفال المرضى في أوساط السكان العرب في البلاد. وتم ذلك على الأخص في باقة الغربية في المثلث حيث في تلك الفترة قد كانت سعفة الرأس شائعة، وحيث عولجوا الألاف من الأطفال بالدواء في غضون بضع سنوات. كان يجري ذلك الحملة خلال سنوات الستين، لإبادة مرض سعفة الرأس في أوساط مواطني إسرائيل العرب بواسط الدواء «غريسيوفولفين»، مثلما كان يجري الحملة في أوساط سكان إسرائيل اليهود في نفس الفترة، مع العون الماليّ والتنظيميّ من قبل «اليونسيف»، منظمة الأمم المتحدة للطفولة.

## المعالجة العالميّة في سنوات الخمسين
ومثلما تمت في سنوات الخمسين معالجة مرضى سعفة الرأس في إسرائيل، فقد اتّبعت طريقة العلاج هذه أيضا لمعالجة آلاف الأطفال اليوغوسلافيين (ما يقارب ال 50,000)، البرتغاليين (30,000) والسوريين (7,000). وقد كان اليونسيف المبادر الأساسيّ لعمليات الإبادة على مرض سعفة الرأس، حيث ساهم في اقتناء أجهزة الإشعاع لهذا الغرض. وقد بادرت اليونسيف للعلاج الإشعاعيّ أساسا في يوغوسلافيا وسوريا، كما ساهمت في اقتناء الأجهزة الإشعاعيّة التي استخدمت عند استيعاب القادمين الجدد وتسهيل مسار اندماجهم في إسرائيل، تحديدا في «شاعار هاعليا» – مخيّم القادمين الجدد جنوبيّ مدينة حيفا. عند اكتشاف الدواء «غريسيئوفولفين» لمعالجة سعفة الرأس، ابتدأت اليونيسيف بتمويل عملية التزويد لجميع الدول التي تعاني من نسبة مرتفعة من الحالات المرضية، وقد شكّلت تلك الخطوة جزءا من سياسية اليونيسيف، وهدفت بذلك لإبادة الأمراض المعديّة في أوساط الأمهات والأطفال.